# ブリグズビー・ベア
『ブリグズビー・ベア』（原題：Brigsby Bear）は、2017年のアメリカ合衆国のコメディドラマ映画。デイヴ・マッカリーの長編監督デビュー作で、コメディグループのザ・ロンリー・アイランドが製作を担当。出演は、カイル・ムーニー、マーク・ハミル、グレッグ・キニア、マット・ウォルシュ、ミカエラ・ワトキンス、ジョージ・レンデボーグ・Jr、ライアン・シンプキンズ。ムーニーと親友のケヴィン・コステロが脚本を担当。『ブリグズビー・ベア』という教育番組だけを見て育った男をムーニーが演じる。
主演と脚本のムーニー、監督のマッカリー、脚本のコステロはいずれも中学校で出会い、ともに短編映画を製作している。本作はムーニーが1980年代に見ていた子供番組に影響を受けたストーリーで、主要撮影はムーニーとマッカリーの『サタデー・ナイト・ライブ』への出演休止中にユタ州で行われた。2017年1月23日、サンダンス映画祭でプレミア上映され、2017年7月28日にソニー・ピクチャーズ クラシックスより公開された。

## ストーリー
25歳のジェームズは両親のテッドとエイプリルとともに地下の家に住んでいた。両親に外出を禁じられているジェームズにとって、外の世界との唯一の繋がりは『ブリグズビー・ベア』と呼ばれる教育番組だった。ジェームズは番組に夢中になり、すべての番組のテープや記念品で部屋を満たしていた。ある夜、密かに地下を抜け出して屋根の上にやってきたジェームズは、パトカーが家にやってきてテッドとエイプリルが逮捕され連行される姿を目撃してしまう。
ジェームズも警察に連れて行かれ、事件を担当しているヴォーゲル刑事と出会う。ヴォーゲルはジェームズに、テッドとエイプリルは彼の本当の両親ではなく、彼が赤ん坊の頃に誘拐されていたことを伝える。『ブリグズビー・ベア』もテッドらが作った偽物の番組で、スタジオから出てくるテッドを追跡して判明したという。ヴォーゲルはジェームズに本当の両親のグレッグとルイーズ、さらに彼らの10代の娘オーブリーを紹介する。ジェームズは新しい人生を送ろうとしたが、『ブリグズビー・ベア』が現実でないことを受け入れることができなかった。
ある夜、オーブリーはジェームズをパーティーに連れて行く。彼は新しい友達らに『ブリグズビー・ベア』の話をしていると、テッドとエイプリルの逮捕によって未完となってしまった『ブリグズビー・ベア』の完結編である映画を自分の手で作ろうというアイデアを思いつく。オーブリーの友達で映画監督でもあるスペンサーも彼の映画製作に賛同し、ヴォーゲルから番組の小道具も借り、映画製作が始まった。スペンサーが『ブリグズビー・ベア』のエピソードをYouTubeにアップロードし始めるとスマッシュヒットとなり、視聴者もたちまち増え、映画に向けて大きな話題となっていった。一方で、両親のグレッグとルイーズは、彼が普通の人生を送れなくなるのではという恐れから彼の活動を認めなかった。
ある日の森での撮影中、ジェームズは爆発物を扱い、誤って小火を起こしてしまう。それが原因で警察に映画の衣装や小道具を取り上げられてしまうが、映画製作を続けることを決心したジェームズは、親の車を使って衣装と小道具を盗み出そうと試みる。

## キャスト
※括弧内は日本語吹替
ジェームズ・ポープ
演 - カイル・ムーニー（青木崇）
テッド・ミッチャム / ブリグズビー・ベア / サン・スナッチャー
演 - マーク・ハミル（島田敏）
ヴォーゲル刑事
演 - グレッグ・キニア（長野伸二）
グレッグ・ポープ
演 - マット・ウォルシュ（浜田賢二）
ルイーズ・ポープ
演 - ミカエラ・ワトキンス
オーブリー・ポープ
演 - ライアン・シンプキンズ
スペンサー
演 - ジョージ・レンデボーグ・Jr
エミリー
演 - クレア・デインズ（千種春樹）
バンダー
演 - ベック・ベネット
メレディス
演 - アレクサ・デミー
ローガン
演 - チャンス・クリミン
エリック
演 - アンディ・サムバーグ
ホイットニー / アリエル・スマイル / ニーナ・スマイル
演 - ケイト・リン・シール
エイプリル・ミッチャム
演 - ジェーン・アダムス（阿部彬名）
映画俳優
演 - ティム・ハイデッカー
ブリグズビー・ベアのファン
演 - ニック・ラザフォード

## 製作
本作はの共同脚本を務めたカイル・ムーニーとケヴィン・コステロは、監督を務めたデイヴ・マッカリーとともにカリフォルニア州のサンディエゴで育ち、中学校生活を共にした。ムーニーとマッカリーはその後、ベック・ベネットとニック・ラザフォードとともにスケッチグループ「Good Neighbor」を結成し、全員が『サタデー・ナイト・ライブ』の2013年から2014年のキャストとクルーを務めた。ムーニーとコステロは本作の脚本の執筆に2、3年を費やしている。ジェームズというキャラクターの大部分はムーニーの私生活に基づいており、彼は強迫観念があり、ときに不器用で、ノスタルジックでもある人物だと考えている。ムーニーは1980年代の子供番組に魅了されており、彼とマッカリーはキャラクター「Prayer Bear」をインスピレーションとした。ムーニー自身がガレージセールでVHSテープを収集し、それらが映画を彩っている。
彼らの『サタデー・ナイト・ライブ』での功績もあり、テッド役のマーク・ハミルのようなビッグネームのキャスティングも成功した。
撮影は2016年中頃、ムーニーとマッカリーの『サタデー・ナイト・ライブ』への出演休止中にユタ州で行われた。

## 公開

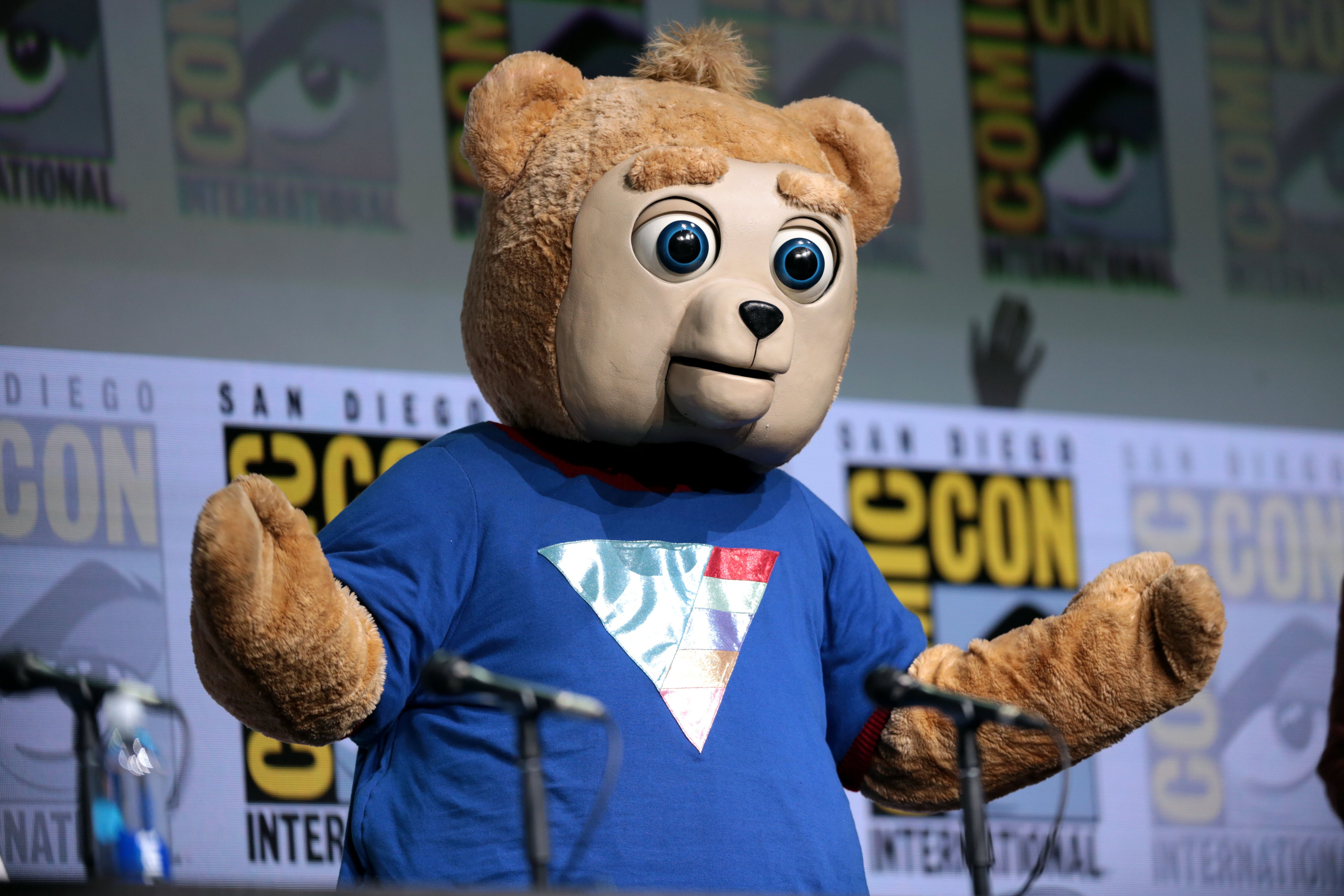
ブリグズビー・ベア（2017年、サンディエゴのコミコン・インターナショナルにて）

本作は2017年1月23日、サンダンス映画祭でプレミア上映された。その後、ソニー・ピクチャーズ クラシックスが、映画の予算を大きく上回る500万ドルで配給権を取得した。映画のプレミアは2017年7月26日にニューヨークで行われ、2017年7月28日にアメリカで劇場公開された。2017年11月14日にはソフトや配信がリリースされた。
日本では2018年6月23日に公開。

## 評価
映画批評集積サイトのRotten Tomatoesには140件のレビューがあり、批評家支持率は81%、平均点は10点満点で6.7点となっている。サイトの批評家の見解の要約は「観客はブリグズビー・ベアとの奇妙な出会いに共感し、ポップカルチャーへのひたむきで愛情深いアプローチに感動するだろう」となっている。また、Metacriticには35件のレビューがあり、加重平均値は68/100となっている。